# Het verslechteringsgesticht
 Het verslechteringsgesticht is het 24ste album uit de Belgische stripreeks De avonturen van Urbanus en verscheen in 1989. Het werd getekend door Willy Linthout en bedacht door Urbanus zelf.

## Verhaal
Er worden diverse pogingen gedaan om Urbanus' slechte gedrag bij te stellen. Uiteindelijk heeft één methode succes namelijk een pilletje voorgeschreven door Dokter Kattebakvulling door een ongeluk worden nu al zijn medeleerlingen superbraaf. Urbanus wordt vervolgens als leraar aangesteld van het verslechteringsgesticht met als opdracht hen terug stout te maken...